# کیم مین جونگ (بازیکن فوتبال)
کیم مین جونگ (انگلیسی: Kim Min-jeong؛ زادهٔ ۱۲ سپتامبر ۱۹۹۶) بازیکن فوتبال اهل کره جنوبی است.
وی همچنین در تیم‌های ملی فوتبال زیر 20 سال زنان کره جنوبی و زنان کره جنوبی بازی کرده‌است.